# 巴特纳
巴特纳（阿拉伯语：‎）位于阿尔及利亚东北部，是巴特纳省的首府，人口285,800（2004年），是该国第五大城市。